# Vrsani
Vrsani är ett samhälle i Bosnien och Hercegovina.   Det ligger i entiteten Republika Srpska, i den nordöstra delen av landet, 120 km norr om huvudstaden Sarajevo. Vrsani ligger 88 meter över havet och antalet invånare är 684.
Terrängen runt Vrsani är platt, och sluttar norrut. Närmaste större samhälle är Brčko, 17,4 km väster om Vrsani. 
Trakten runt Vrsani består till största delen av jordbruksmark. Runt Vrsani är det ganska tätbefolkat, med 67 invånare per kvadratkilometer.